# The Cult Is Alive
Albums de Darkthrone
Sardonic Wrath
(2004) F.O.A.D.
(2007)
The Cult Is Alive est le onzième album studio du groupe de Black metal norvégien Darkthrone. L'album est sorti le 27 février 2006 sous le label Peaceville Records.
Cet album marque un grand changement dans le style du groupe, qui était déjà annoncé avec l'album précédent, Sardonic Wrath. En effet, le groupe a ajouté à leur Black metal des fortes influences de Crust punk, même si les éléments Black metal, la racine du groupe, sont incontestablement présents.

## Musiciens
- Nocturno Culto – chant, guitare, basse
- Fenriz – batterie, chant, guitare

## Liste des morceaux
| 1.    | The Cult Of Goliath                | Fenriz, Nocturno Culto | 4:01 |
| 2.    | Too Old Too Cold                   | Fenriz, Nocturno Culto | 3:03 |
| 3.    | Atomic Coming                      | Fenriz                 | 4:50 |
| 4.    | Graveyard Slut                     | Fenriz                 | 4:03 |
| 5.    | Underdogs And Overlords            | Fenriz, Nocturno Culto | 4:01 |
| 6.    | Whisky Funeral                     | Fenriz, Nocturno Culto | 3:59 |
| 7.    | De Underjordiske (Ælia Capitolina) | Fenriz, Nocturno Culto | 3:13 |
| 8.    | Tyster På Gud                      | Fenriz                 | 3:08 |
| 9.    | Shut Up                            | Fenriz, Nocturno Culto | 4:45 |
| 10.   | Forebyggende Krig                  | Fenriz, Fenriz         | 3:41 |
| 38:44 |                                    |                        |      |